# Cyperus pectinatus
Cyperus pectinatus är en halvgräsart som beskrevs av Vahl. Cyperus pectinatus ingår i släktet papyrusar, och familjen halvgräs. Inga underarter finns listade i Catalogue of Life.